# Lilla Måsjö
Lilla Måsjö är en sjö i Marks kommun i Västergötland och ingår i Viskans huvudavrinningsområde.